# Новорадчанська сільська рада
Новорадчанська сільська рада (Ново-Радчанська сільська рада) — колишня адміністративно-територіальна одиниця та орган місцевого самоврядування у Овруцькому і Народицькому районах Коростенської і Волинської округ, Київської та Житомирської областей Української РСР з адміністративним центром у селі Нова Радча.

## Населені пункти
Сільській раді на час ліквідації були підпорядковані населені пункти:
- с. Вільхова
- с. Нова Радча
- с. Ровба
- с. Стара Радча

## Населення
Кількість населення ради, станом на 1923 рік, становила 826 осіб, кількість дворів — 167.
Кількість населення сільської ради, станом на 1924 рік, становила 862 особи.

## Історія та адміністративний устрій
Створена 1923 року в складі сіл Нова Радча, Стара Радча та хуторів Запрудище, Ольхова (Вільхова) і Ровба Христинівської волості Овруцького повіту Волинської губернії. 7 березня 1923 року увійшла до складу новоствореного Овруцького району Коростенської округи. 21 серпня 1924 року, відповідно до постанови ВУЦВК «Про зміни в адміністративно-територіальному поділі Волині», сільську раду передано до складу Народицького району Коростенської округи. Станом на 17 грудня 1926 року в підпорядкуванні значився х. Вереси. На 1 жовтня 1941 року хутори Вереси та Запрудище не перебували на обліку населених пунктів.
Станом на 1 вересня 1946 року сільська рада входила до складу Народицького району Житомирської області, на обліку в раді перебували села Нова Радча, Стара Радча та хутори Вільхова і Ровба.
Ліквідована 11 серпня 1954 року, відповідно до указу Президії Верховної ради Української РСР «Про укрупнення сільських рад по Житомирській області», територію та населені пункти ради приєднано до складу Давидківської сільської ради Народицького району Житомирської області.